# Красногорське (Красногорський район, Алтайський край)
Красного́рське (рос. Красногорское) — село у складі Красногорського району Алтайського краю, Росія. Адміністративний центр Красногорської сільської ради.

## Населення
Населення — 5993 особи (2010; 6756 у 2002).
Національний склад (станом на 2002 рік):
- росіяни — 93 %